# Estació de Besiers
L'Estació de Besiers, oficialment i en francès Gare de Béziers, és una estació de la ciutat occitana de Besiers, al departament francès de l'Erau.

## Línies
- Línia Bordeus-Seta
- Línia Besiers-Neussargues

## L'estació
- TGV de París (Lilla, Dijon, Marsella) amb destinació Perpinyà o Tolosa i Bordeus,
- Corail Téoz Bordeus-Marsella o Niça,
- Corail Lunéa de Metz ou Estrasburg direcció Cervera de la Marenda i Portbou,
- Talgo de Montpeller a Barcelona,
- TER Llenguadoc Rosselló.